# XanGo
XanGo, LLC (Ксанго) — международная компания, которая по системе многоуровневого маркетинга распространяла напитки на основе смешивания сока плодов мангостана с другими соками. Напитки позиционировались в качестве натуральной пищевой добавки (англ. nutritional supplement) премиум-класса. XanGo также являлась торговой маркой для другой продукции компании.
Компания основана в 2002 году в форме американского общества с ограниченной ответственностью в городе Лихай, штат Юта, США.
Долгое время компания продавала лишь один продукт — сок XanGo (XanGo® Juice) в бутылках по 750 мл (25 унций). В ноябре 2008 года появилась линия косметики из мангостана «Glimpse» («Сияние»). С 2010 года предлагалась линейка «Juni» — набор средств по уходу за волосами и телом.
В мае 2017 года компания была поглощена Zija International.

## Общие сведения

### Руководство
- Аарон Гаррити (Aaron Garrity), основатель, председатель совета директоров, Президент / Главный исполнительный директор. В мае 2013 года несколько членов совета директоров подали на него в суд обвиняя в мошенничестве и нарушении законодательства некоторых стран, в том числе России.[4]
- Гарри Холлистер (Gary Hollister), основатель, бывший главный исполнительный, председатель совета, почетный председатель
- Джо Мортон (Joe Morton), основатель, совет директоров
- Гордон Мортон (Gordon Morton), основатель, совет директоров
- Брайан Дэвис (Bryan Davis), основатель, совет директоров
- Кент Вуд (Kent Wood), основатель, совет директоров

### История компании
- Ноябрь 2002 — выпуск первой партии сока XanGo.
- Май 2003 — проводится первое мероприятие с дистрибьюторами в курортном местечке Snowbird Sky.
- Май 2004 — появляется фирменная бутылка для сока XanGo.
- Октябрь 2004 — корпоративные офисы переезжают в новое здание в Солт Лэйк Сити (Thanksgiving Point).
- Август 2006 — дебютировал кубок XanGo по футболу матчем между «Реалом» Мадрид и «Реалом Солт-Лэйк» (RSL), собравшем более 45 000 зрителей на стадионе и 250 000 на местных телевизионных каналах.
- Август 2007 — изменяется бутылка сока XanGo.
- Октябрь 2007 — запущен проект XanGo TV — сайт с видео материалами, показывающими компанию изнутри, дистрибьюторов и потребителей продукции XanGo.
- Май 2008 — выпуск мультивитаминного комплекса XanGo 3SIXTY5 (цельные плоды мангостина, 12 фруктов и 12 овощей).
- Ноябрь 2008 — выпуск линейки косметической продукции Glimpse.
- 2009  — дистрибьютором компании становится Даг Вид (Doug Wead) — специальный помощник президента США Джорджа Буша-старшего.
- 18 августа 2010г  — на официальном сайте компании XANGO была опубликована новость о том, что лидер сетевого маркетинга и прямых продаж Леннон Ледбиттер (Lennon Ledbetter), проработавший в Amway с 1981 по 2010 годы, принял решение вести свой бизнес в компании XANGO.
- сентябрь 2010  — компания декларирует, что официально работает в 37 странах, в офисах компании работает около 600 сотрудников.

### Реализация продукции
XanGo не раскрывает публично свою финансовую отчётность, однако публикует некоторые данные в пресс-релизах. Согласно им продажи составили:
- в 2003 году — 40 млн долл. США
- в 2004 году — 150 млн долл. США[5]
- в 2005 году продажи превысили в два раза объём продаж за 2004 год.[6]
- в октябре 2007 года с момента основания совокупные продажи составили более 1 млрд долл. США
- в ноябре 2008 года с момента основания совокупные продажи превысил 1,5 млрд долл. США[7]
- в 2010 году товарооборот превысил 2 млрд долл. США

Компания XanGo использовала систему дистрибуции на основе многоуровневого маркетинга из 9 уровей. Купить продукцию можно было у других участников сети (дистрибьюторов) или через сайт компании с доставкой до двери (требовалась регистрация по реферальной ссылке со страницы дистрибьютора). XanGo-сок поставлялся в коробках по 4 бутылки — примерное рекомендованное потребление сока на 1 человека в месяц, по 30 мл (1 унция) 3 раза в день. В Соединенных Штатах розничная цена XanGo сока была 37,50 долларов за бутылку 750 мл, в Европе — 27,5 евро. Чтобы стать дистрибьютором необходимо было оплатить регистрационный взнос и совершить хотя бы одну официальную покупку продукции компании (не менее коробки XanGo-сока). Дистрибьютор имел право на получение комиссионных от заказов участников, зарегистрировавшихся по его реферальной ссылке (в его ветке сети). На оплату дистрибьюторов всех уровней компания выделяла 50 % стоимости конечной цены реализации. Чтобы иметь право на комиссионные от своей структуры дистрибьютор должен сам покупать в месяц минимум коробку сока (четыре бутылки), что считалось «автоматическим ежемесячным заказом»..
В июне 2006 года компания заявляла о 350 тыс. дистрибьюторах в разных странах. В июле того же года отчёт Федеральной торговой комиссии указывал «примерно 500 тыс. дистрибьюторов». В июле 2007 года — 700 тыс. дистрибьюторов. В октябре 2008 года компания заявила о том, что она действует в 23 странах по всему миру, общая численность МЛМ-сети составляет более одного миллиона членов.
В декабре 2012 года издание Direct Selling News сообщило, что Xango завершила свои первые десять лет работы с результатами: продажи в 43 странах, 27 офиса, 49 распределительных центра, более чем два миллиона дистрибьюторов и совокупная выручка около 2 миллиардов долларов. Доходы и годовые отчеты Xango породили множество публичных и юридических рассуждений о том, что это финансовая пирамида. Компания в своих отчётах показывает, что примерно 70 процентов участников сети просто используют свой статус для покупки соков для личного потребления по дисконтной цене. Это важное замечание, потому что если целью большинства участников сети является не личное потребление сока, а извлечение дохода от привлечения всё новых и новых участников, то такая структура превращается в пирамидальную схему. При анализе опубликованных данных нужно учитывать, что у любой новой МЛМ-структуры большинство членов являются недавно подключившимися новичками. Они ещё не успели построить свою сеть и автоматически попадают в разряд «потребителей для себя». Для более адекватной оценки необходима статистика, сколько из участников, кто не построил собственную подсет, продолжают регулярно покупать сок для личного потребления. Если процент таковых минимален (то есть без сетевой структуры сок потребителя не интересует), то это может свидетельствовать о наличии признаков финансовой пирамиды.

### Благотворительность
- В ноябре 2006 года компания XanGo стала спонсором американского футбольного клуба «Реал Солт-Лейк» (Солт-Лейк-Сити, штат Юта).[15]
- Компания декларирует, что направляет 7 % от дохода через фонд «XANGO Goodness» на благотворительность в поддержку нуждающихся во всём мире.[16]
- «Операция Улыбка» — одно из главных благотворительных мероприятий, которое проводила компания XanGo в развивающихся странах по всему миру. В рамках акции проводились операции по исправлению заячьей губы и волчьей пасти.

## Продукция

### Состав сока XanGo
Состав XanGo-сока: пюре из целого плода мангостана (Garcinia mangostana) и концентраты восьми других соков — яблоко, груша (сок и пюре), виноград, черника, малина, клубника, клюква и вишня. Компания объясняла это тем, что натуральный вкус пюре из мангостана очень горький и кислый, так как пюре изготавливается из целого фрукта: белой мякоти, косточек и околоплодника. Для улучшения вкуса напитка в него добавлены другие соки. Напиток без искусственных ароматов и красителей, дополнительных подслащивающих веществ. Рецепт сока XanGo запатентован. Конкретные доли каждого сока не указывались, доля мангостана в общем объёме рекламируемого сока неизвестна.
Кожура плодов мангостана содержит ксантоны, которые являются натуральными антиоксидантами, как и аскорбиновая кислота, лимонная кислота, каротин. Кожуру применяют в традиционной азиатской медицине при экземе, кожных грибках и повышенной температуре, болях в животе, мышечных и суставных болях, диарее, дизентерии. Ксантоны имеют насыщенный жёлтый цвет и в XIX веке служили сырьём для красителей. О концентрации ксантонов в самом плоде мангостана данные в источниках не встречаются, однако фруктовая масса имеет чистый белый цвет.
Напиток позиционировался как качественный натуральный продукт в стиле здорового образа жизни. На упаковке было указание на содержание консервантов Е202 (сорбат калия) и E211 (бензоат натрия). Многих людей беспокоит наличие консервантов в соке. Ранее было проведено исследование причин повышенного содержания бензола в различных напитках. Исследователи отметили, что существует вероятность того, что если бензоат натрия использовать в напитке, содержащем витамин C, то возможно образование бензола — высокотоксичного сильного канцерогена . «Мы не можем установить точную причину повышенного содержания бензола в исследованных продуктах. Вероятно, на появление бензола, оказывали влияние повышенная температура и проникающий свет.» При наличии незначительного количества определённых металлов, которые действуют как катализаторы, витамин С может вырабатывать свободные радикалы, которые превращают бензоат натрия в бензол.

### Косметика XanGo Glimps
Glimpse — торговая марка косметической линии XanGo. Позиционируется как питательная для кожи косметика на основе тропических растений, в том числе мангостана, без применения опасных для здоровья химических ингредиентов. В состав линии входит очищающее молочко, очищающий гель, тоник, сыворотка, увлажняющий крем, увлажняющий лосьон.
Компания XanGo входит в число производителей косметической продукции, подписавших «Конвенцию о безопасной косметике» (англ. Campaign for Safe Cosmetics).
в 2010-м году 25 сентября введена в продажу продукция на территории РФ — Минеральная пудра (Декоративная косметика) и Масло перикарпия Мангостина.

### Линия Juni
Линейка средств по уходу за волосами и телом «Juni» по состоянию на конец 2013 года состояла из восьми продуктов: шампуни, кондиционеры, лечебное масло, моющее средство, лосьон, растительное мыло. Компания декларировала, что линии Juni изготавливается на основе натуральных эфирных масел и содержит мангостин.

## Юридические и медицинские аспекты
«Произведён из сока плодов тропического дерева мангостана, помогает против простуды, ревматизма и даже рака, положительно действует на общее состояние здоровья, содержит такие таинственные природные компоненты как ксантоны, которые действуют как антиоксиданты» — так рекламируется XanGo-сок в Европе.
В 2005 году Американское онкологическое общество отметило отсутствие достоверных доказательств того, что сок мангостана, пюре, или кора являются эффективными при лечении рака у людей. 20 сентября 2006 года Управление контроля качества продуктов и лекарств (США) предупредило компанию XanGo о недопустимости недостоверной рекламы с утверждениями о том, что плоды мангостана обладают более чем 20-ю оздоровительными особенностями. По состоянию на сентябрь 2008 года предупреждение оставалось в силе.
В октябре 2006 года компания XanGo признала, что единственные научные исследования, на которые опирается фирма, производились в Сингапуре в 1932 году для оценки эффективности мангостана при лечении дизентерии.
На американском сайте сок XanGo рекламируется как средство, обладающее лекарственными эффектами. Аналогичные высказывания звучат на рекламных семинара дистрибьюторов. Из-за этого возникают споры, считать ли сок XanGo пищевой добавкой или просто продуктом питания для здорового образа жизни. Компания XanGo регистрирует его как продукт питания. Управление контроля качества продуктов и лекарств (США) считает, что в таком случае нет оснований рекламировать лекарственные аспекты данного продукта. Центр защиты потребителей из Дюссельдорфа (Германия) обращает внимание на то, что XanGo, как пищевая добавка, должен иметь оценку соответствующего Федерального Бюро.
В Российской Федерации, Казахстане и на Украине компания получила сертификаты соответствия санитарно-гигиеническим нормам для «напитка сокосодержащего безалкогольного негазированного „Xango“», но нет сертификатов, как пищевая добавка или лекарственное средство.

### Юридический спор в Германии
Германское «Общество защиты промышленности от бесчестности» подало на XanGo в суд. По словам Общества — распространение сока должно быть прекращено, так как он не допущен к рынку. 16 декабря 2006 года земельный суд Билефельда выдал соответствующее предписание. XanGo заявили протест, который был 4 ноября 2007 года отвергнут во второй инстанции высшим земельным судом города Хамм. Последнее слово за Верховным земельным судом Мюнхена.
Судебные споры ведутся вокруг одного вопроса: в каком объёме кожура мангостана вообще перерабатывается и присутствует в XanGo-соке. Фирма рекламирует именно особенные качества ксантонов из этой коричневатой кожуры. Сама фруктовая масса мангостана ранее уже находилась на рынке Германии, но кожура мангостана ранее не применялась в Европейском Союзе как продукт питания в каких-либо заметных количествах. Начиная с 1997 года вся таковая «экзотика» попадает под европейское регулирование о «новых продуктах» (Novel-Food) и сок XanGo без особого разрешения с опубликованием в специальном бюллетене Евросоюза не может быть допущен на рынок даже как простой продукт питания.
Несмотря на судебные разбирательства, в Германии можно было заказать сок XanGo с доставкой на дом.

### Запрет на деятельность в Италии
В 2011 году итальянское управление по контролю за рыночной конкуренцией (AGCM) приостановило деятельность Xango в ответ на слишком обширные заявления о вреде для здоровья продукции, а также на возможные нарушения законов о финансовых пирамидах.

### Суд против генерального директора
В мае 2013 года против Аарона Гаррити, соучредителя и председателя совета директоров XanGo, несколькими членами совета директоров компании было подано 11 судебных исков. Основные причины — обвинения в мошенничестве и нарушении законодательства многих стран, в том числе России. Председатель скрывал реальные доходы компании, использовал корпоративные средства для личных покупок.
Нарушения в России сводятся к подкупу таможенных чиновников, неуплате налогов на ввоз продукции, обман дистрибьюторов, неодобренное советом директоров удорожание продукции.